# Ramanella minor
Ramanella minor és una espècie de granota de la família Microhylidae que viu a l'Índia. No se sap res sobre el seu hàbitat o les preferències ecològiques, encara que és probable que es reprodueixi en el bosc humit. És de suposar que les races pel desenvolupament en larves, igual que altres membres del seu gènere, no se sap si requereix masses d'aigua lliure per a la cria o si es reprodueix en hàbitats com ara aixelles de les fulles o buits dels arbres. No se sap que s'hi es troben en àrees protegides. Calen estudis de camp i la designació d'un neotipus abans de determinar la seva àrea de distribució; estat de la població i els requeriments d'hàbitat.